# Helmuth von Ilsemann
Helmuth Fritz Georg Ilsemann, seit 1908 von Ilsemann,  (* 18. Dezember 1891 in Allenstein; † 29. September 1957 in Köln) war ein deutscher Generalmajor im Zweiten Weltkrieg.

## Leben

### Herkunft
Helmuth war der jüngste Sohn des am 14. September 1908 in den erblichen preußischen Adelsstand erhobenen späteren preußischen Generalleutnants Karl von Ilsemann (1856–1930) und dessen Ehefrau Thekla, geborene Freiin von Hammerstein-Equord (1858–1920). Er hatte noch drei ältere Brüder: Iwan (1882–1964), deutscher Generalmajor und 1937/44 Militärattaché in der Schweiz, Sigurd (1884–1952), preußischer Major und langjähriger Flügeladjutant von Kaiser Wilhelm II. sowie Erwin (1886–1952), deutscher Oberstleutnant.

### Militärkarriere
Ilsemann trat am 26. März 1912 als Fahnenjunker in das 1. Großherzogliche Hessische Feldartillerie-Regiment Nr. 25 der Preußische Armee ein und wurde nach dem Besuch der Kriegsschule in Hersfeld am 19. August 1913 mit Patent vom 19. August 1911 zum Leutnant befördert. Während des Ersten Weltkriegs diente er als Zugführer, Abteilungs- und Regimentsadjutant sowie als Adjutant des Artilleriekommandeurs Nr. 25 an der Westfront. Er avancierte Anfang Oktober 1916 zum Oberleutnant und wurde für sein Wirken während des Krieges mit beiden Klassen des Eisernen Kreuzes, dem Ritterkreuz II. Klasse des Albrechts-Ordens mit Schwertern, der Hessischen Tapferkeitsmedaille sowie dem Braunschweigischen Kriegsverdienstkreuz II. Klasse ausgezeichnet.
Nach Kriegsende in die Vorläufige Reichswehr übernommen, war Ilsemann zunächst im Reichswehr-Artillerie-Regiment 11 tätig, aus dem das Artillerie-Regiment 5 hervorging. Unter Beförderung zum Hauptmann wurde er am 1. März 1924 zum Regimentsadjutanten ernannt. Daran schloss sich vom 1. Oktober 1924 bis zum 30. September 1931 eine Verwendung als Adjutant des Chefs des Heerespersonalamtes im Reichswehrministerium in Berlin an. Anschließend kehrte Ilsemann als Chef der 11. reitenden Batterie in den Truppendienst zurück und wurde am 31. März 1934 mit dem Charakter als Major aus dem Militärdienst verabschiedet.
Kurz vor dem Beginn des Zweiten Weltkriegs wurde Ilsemann am 24. August 1939 zum Wehrbezirkskommando IV. in München eingezogen und erhielt das Patent zu seinem Dienstgrad mit Rangdienstalter vom 1. November 1933. Von September 1939 bis Ende November 1941 diente er als Abteilungskommandeur im Artillerie-Ersatz-Regiment München und führte diese Formation beim Überfall auf Polen sowie im Westfeldzug. Anschließend war er Kommandeur des Artillerie-Regiments 333, stieg bis zum 1. Februar 1943 zum Oberst auf und führte ab Mitte November 1943 das Artillerie-Regiment 367. Für sein Wirken während der Kämpfe im Krieg gegen die Sowjetunion wurde ihm am 17. September 1944 das Deutsche Kreuz in Gold verliehen. Vom 1. bis zum 31. Dezember 1944 befand Ilsemann sich in der Führerreserve und war anschließend Artilleriekommandeur 122 beim I. Fallschirm-Korps. In dieser Eigenschaft erfolgte am 20. April 1945 seine Beförderung zum Generalmajor und 7. April 1945 geriet er in US-amerikanische Kriegsgefangenschaft, aus der er am 31. März 1947 entlassen wurde.
Ilsemann starb unverheiratet.